# Оболенский, Владимир Андреевич (художник)
Владимир Андреевич Оболенский (6 [18] мая 1889, Вильва, Пермский край — 8 мая 1954, Ленинград) — русский и советский художник-график, педагог и искусствовед.

## Биография
Родился в селе Вильва Чердынского уезда Пермской губернии.
В 1910—1913 годах учился в МУЖВЗ. Сблизился с Морисом Фаббри и Михаилом Ле-Дантю, позднее вошёл в художественную группу, сплотившуюся около Михаила Ларионова и Натальи Гончаровой.
В 1916—1919 годах Оболенский преподавал рисование в Высшем начальном училище Чердыни, в Чердынской женской гимназии и учительской семинарии. В 1921—1922 годах работал инструктором изобразительных искусств в Пермском губернском политпросвете. В 1922—1926 годах преподавал живопись и рисунок в Пермском художественном техникуме, где одновременно был заведующим учебной частью, а с 1924 — директором. В 1927—1931 годах он работал научным сотрудником Азербайджанского Государственного музея и преподавал в Бакинском художественном техникуме (1929—1930). В 1931 году был приглашен на должность профессора кафедры монументальной живописи в Ленинградский институт пролетарского искусства (позднее — Институт живописи, скульптуры и архитектуры им. И. Е. Репина Академии художеств СССР, ныне — Институт живописи, скульптуры и архитектуры имени И. Е. Репина).
В 1941—1943 годах находился в эвакуации в Перми. Работал в агитационой мастерской по изготовлению плакатов и агитокон. Создал серию графических портретов деятелей литературы и искусства, работавших в годы Великой Отечественной войны на Урале. В 1944 году В. А. Оболенскому была присуждена ученая степень кандидата искусствоведения и звание доцента. В 1948 году был из института уволен и перешёл работать в Высшее художественно-промышленное училище им. В. И. Мухиной (ныне — Санкт-Петербургская художественно-промышленная академия имени А. Л. Штиглица).
Умер 8 мая 1954 года в Ленинграде.

## Работы и выставки
Владимир Андреевич Оболенский был участником выставок: 1-я выставка творчества художников местного края (Пермь, 1925 год), «Урал − кузница оружия» (Свердловск, 1944 год), «Урал в изобразительном искусстве» (Молотов, 1943 год).
Был автором трудов «Эволюция детского изобразительного творчества», «Анализ детского рисунка» (не изданы), большого исследования «Композиция плафонов Сикстинской капеллы» (не издано).
После его смерти были проведены персональные выставки «Портреты деятелей искусств» (1984 год, Пермь) и 100-летию со дня рождения (1990 год, Пермь). Его произведения хранятся в Пермской государственной художественной галерее.